# La Caixa (Móra d'Ebre)
La Caixa és una muntanya de 423 metres que es troba al municipi de Móra d'Ebre, a la comarca catalana de la Ribera d'Ebre.